# Mobilization
Mobilization – drugi album zespołu Porter Band, nagrany 14 września 1980 w poznańskim klubie "Browar". Płyta została wydana w 1982 przez Wifon. Reedycja płyty ukazała się w 2007 nakładem wytwórni Metal Mind Productions.

## Lista utworów
1. "Professional" (J. Porter) – 4:07
2. "Heavy Traffic" (J. Porter) – 4:00
3. "Mobilization" (J. Porter) – 3:28
4. "Caravana" (J. Porter) – 3:37
5. "Oh! These Depressions" (J. Porter) – 4:50
6. "Pogotowie 999" (J. Porter, K. Cwynar) – 3:18
7. "Climate" (J. Porter) – 2:13
8. "(I’m Not) Perfect" (J. Porter) – 6:41
9. "Tell You No Lie" (J. Porter) – 3:33
10. "Burning" (J. Porter, K. Cwynar, W. Morawski, A. Mrożek) – 4:01

## Skład
- "Long John" Porter – śpiew, gitara
- Alek "Sir" Mrożek – gitara
- Kazik "Grizzly" Cwynar – gitara basowa
- Wojtek "Buffalo" Morawski – perkusja

Realizacja
- Andrzej Lipiński – reżyser nagrania
- Andrzej Sasin – inżynier dźwięku
- Rafał Bień – producent wykonawczy
- Marek Pawłowski – projekt graficzny